# Gabriel de La Rochelambert
Gabriel-François-René de La Rochelambert (Paris, 16 janvier 1755 – Château de Thévalles (Mayenne) près de Chémeré-le-Roi (arrondissement de Laval), est un militaire, homme politique français des XVIIIe et XIXe siècles.

## Origine
Gabriel-François-René de La Rochelambert est d’une ancienne famille d'Auvergne, établie plus tard dans le comté de Laval. La famille s'implante en Mayenne par Laurent-François-Scipion, comte de La Rochelambert, qui a épousé à Paris, en 1748, la fille de Mathieu Douart de Fleurance, président en la Cour des monnaies, possesseur d'une importante fortune.
Le beau-père acheta peu après au jeune ménage, près de son fief d'Aubigné, le Château de Thévalles (Mayenne) près de Chémeré-le-Roi, mis en vente par Louis-François-Joseph de Bourbon-Conti, dernier prince de Conti qui en avait hérité de Mademoiselle de Charolais.

## Le Militaire
Fils du précédent, il fit une carrière militaire. Gabriel, dit le vicomte de la Rochelambert, capitaine au Régiment du Dauphin dragons, non encore marié, tenait grand train de maison avec sa mère, la conduisant à la Cour de Versailles. Ils étaient de l'entourage ordinaire des souverains. Le vicomte de la Rochelambert a laissé un journal manuscrit de ses années de jeunesse.
Il était officier au Régiment du Dauphin dragons lors de son mariage, en 1788, avec Charlotte Marie (1762-1842), fille de Joachim, 4e marquis de Dreux-Brézé (1710-1781) et de Louise Jeanne Marie de Courtarvel (1733-1789), la soeur de Henri-Évrard de Dreux-Brézé, grand maître des cérémonies de France, lui-même possesseur de la terre de La Lucazière à Mont-Saint-Jean.

## Révolution française
Le jeune ménage a un fils : Henri de La Rochelambert. Les deux frères La Rochelambert émigrèrent en Hollande. La comtesse, née de Dreux, resta en France et bénéficia, comme sa belle-mère, de la protection de Jacques-René Hébert. Elle put aller voir plusieurs fois son mari à Amsterdam et revenir sans être inquiétée aux Andelys où la famille s était installée modestement.
La Rochelambert ne rentre au Château de Thévalles que sous le Consulat.

## Premier Empire
La famille entretient d'excellentes relations avec Nicolas François Harmand d'Abancourt, préfet de la Mayenne, qui a pour elle haute estime : Moralité parfaite, opinions politiques très sages... Ne cherche pas à avoir de l'influence, elle ne pourrait qu'être favorable au Gouvernement. Le châtelain de Thévalles est nommé maire de Chémeré-le-Roi, en 1808, lors du grand mouvement de ralliement de la noblesse, que Michel Denis appelle la Révolution des mairies. Il est désigné comme un des Grands notables du Premier Empire du département de la Mayenne.
La Statistique de 1809 évalue son revenu à 25 000 francs, un plancher à n'en pas douter pour François Dornic.

## Armoiries
| Image | Armoiries |
| ----- | --- |
|       | Armes de la famille de La Rochelambert D'argent au chevron d'azur, au chef de gueules, - Tenants : deux sauvages ; - Devises : 1. « Amour ou guerre » ; 2. « Ny crainte, ny envie ». |

## Descendance et postérité
- Gabriel René François (16 janvier 1755 - après le 22 juin 1814), « comte » de La Rochelambert, capitaine de dragons, puis major en second d'un régiment de cavalerie et de Charlotte Marie (1762-1842), fille de Joachim, 4e marquis de Dreux-Brézé (1710-1781) et de Louise Jeanne Marie de Courtarvel (1733-1789)
- Henri de La Rochelambert épousa Marie Charlotte Apollonie (1802-1893), fille du vicomte Alphonse de Bruges (1764-1820), lieutenant général, dont il eut :
  - 
    - Apollonie (1825 - 9 avril 1904), mariée, le 25 mai 1846, avec le comte Léon de Valon (1810-1887), député de la Corrèze, dont postérité ;
    - Clotilde Joséphine Gabrielle (Montretout (Saint-Cloud), 29 juillet 1829 - Paris, 1884), dame du palais de l'impératrice Eugénie (décret impérial du 29 janvier 1855), mariée, le  31 mai 1849 à Paris, avec Georges Huchet de La Bédoyère (1814-1867), dont postérité, puis, le 16 janvier 1869, avec Edgar Ney (1812-1882), prince de la Moskowa, sans postérité ;
    - Françoise Staouélie Laurence (vers 1832 - 7 septembre 1911), dame du palais de l'impératrice Eugénie (décret impérial du 29 janvier 1855), mariée, le 11 février 1853 à Paris, avec Olivier de La Poëze (1821-1882), chambellan de Napoléon III, député de la Vendée, dont postérité ;
    - Aimé Alexandre Marie Auguste (né le 19 octobre 1834 - Berlin, royaume de Prusse) de La Rochelambert, trésorier-payeur général, chevalier de la Légion d'honneur (9 août 1864)[13], marié, le 28 avril 1868 à Rouen, avec Hélène (1848-1881), fille d'Augustin Pouyer-Quertier (1820-1891), ministre français des Finances (1871-1872), dont :
      - 2 filles.